# Арконада, Гонсало
Гонса́ло Аркона́да Эча́рри (исп. Gonzalo Arconada Echarri; тж. баск. Etxarri; род. 23 июля 1961, Сан-Себастьян, Страна Басков) — испанский футбольный тренер. Брат футбольного вратаря Луиса Арконады.

## Биография
Гонсало Арконада начинал тренерскую деятельность в юношеских командах. Первым взрослым клубом, который он возглавлял, стал «Реал Унион», где он работал семь лет, в течение которых клуб выступал в Терсере и в Сегунде Б (четвёртом и третьем испанских дивизионах соответственно). Затем тренировал «Толосу» (Терсера) и «Беасайн» (Сегунда Б). В 2001—2006 годах работал с резервной командой клуба «Реал Сосьедад», которая выступала в Сегунде Б и Терсере. В конце января 2006 возглавил главную команду клуба «Реал Сосьедад», сменив Хосе Марию Аморрорту. Клуб в том сезоне (2005/06) боролся за выживание в Примере, изменить ситуацию Арконаде не удалось, и 23 марта того же года он был отправлен в отставку, его сменил Хосе Мари Бакеро. В 2006—2007 годах возглавлял клуб Сегунды Б «Бургос». В сезоне 2007/08 вывел в Примеру «Нумансию», победив с ней в Сегунде. 1 июля 2008 года возглавил выступавшую в Примере «Альмерию», сменив на этом посту приглашённого в «Валенсию» Унаи Эмери. 22 декабря 2008 был отправлен в отставку с поста тренера «Альмерии», боровшейся на тот момент за выживание. 31 мая 2009 года вновь возглавил «Нумансию», которая перед тем, в сезоне 2008/09, выбыла из Примеры.